# Ready Money
Ready Money è un film muto del 1914 diretto da Oscar Apfel. La sceneggiatura si basa sull'omonimo lavoro teatrale di James Montgomery andato in scena in prima a New York il 19 agosto 1912.

## Produzione
Il film fu prodotto dalla Jesse L. Lasky Feature Play Company.

## Distribuzione
Il copyright del film, richiesto dalla Jesse L. Lasky Feature Play Co., Inc., fu registrato il 17 ottobre 1914 con il numero LU3542.

Distribuito dalla Paramount Pictures, il film uscì nelle sale statunitensi il 5 novembre 1914.

### Conservazione
Copie complete della pellicola (nitrato positivo e acetato negativo) si trovano conservate negli archivi della Library of Congress di Washington.